# 卤人甲
卤人甲又稱卤人甲雞爪，是中華人民共和國一家卤味連鎖店，由江苏领迅食品有限公司所有。卤人甲販賣雞爪、凤爪、鸭舌、掌中宝等食品。2016年於江蘇省南京市創辦。。2018年，卤人甲卤炸鸡爪获A轮近亿元融资。

## 外部連結
- 官方网站